# Cameron Mitchell (attore)
Cameron Mitchell, all'anagrafe Cameron McDowell Mitzell (Dallastown, 4 novembre 1918 – Pacific Palisades, 6 luglio 1994), è stato un attore statunitense, attivo per cinquant'anni (fin dal 1945), in oltre 230 pellicole e produzioni cinematografiche e televisive.
È stato diretto da registi quali John Ford, Orson Welles, Raoul Walsh, Charles Vidor: tra gli anni sessanta e settanta sono molte le sue interpretazioni in film italiani, soprattutto per la regia di Mario Bava.

## Carriera
Figlio di un ministro di culto, Cameron Mitchell si arruolò nella Marina statunitense: venne reclutato su un bombardiere, dove combatté durante la Seconda guerra mondiale. La sua carriera, prevalentemente di caratterista, iniziò nel 1945, quando ebbe modo di interpretare piccoli ruoli in pellicole minori.

### I ruoli statunitensi
"Il volto rozzo e i modi aggressivi lo portarono a interpretare ruoli di duro o di antagonista in molti film western": per un ventennio si specializzò in un enorme numero di ruoli secondari, generalmente in generi quali western, peplum, ma anche in commedie (si ricordi il ruolo di Tom Brookman in Come sposare un milionario, 1953). Non accreditato, prestò la voce (non il ruolo, che venne interpretato da un altro attore) a Gesù ne La tunica (1953). Nel 1972 partecipò al western Non predicare... spara! con Sidney Poitier.

### I film in Italia
Dagli anni sessanta, la sua attività si spostò spesso in Italia: Mario Bava lo diresse in film quali Gli invasori (1961), Sei donne per l'assassino (1964), I coltelli del vendicatore (1966), e gli consentì di ritagliarsi anche un piccolo spazio nella storia degli horror a basso costo prodotti in quegli anni. Nel 1966 venne diretto da Ferdinando Baldi in All'ombra delle aquile.

### Ruoli televisivi
La sua notorietà in USA è principalmente legata alla serie televisiva Ai confini dell'Arizona (1967-1971), in cui interpretò il personaggio di Buck Cannon in tutti gli episodi delle 4 stagioni della serie. In seguito partecipò ad altri film horror minori e soprattutto fu attivo sul piccolo schermo, partecipando a svariate serie televisive fra gli anni settanta e anni ottanta.
Morì di cancro dopo aver combattuto a lungo contro la malattia, nel 1994, all'età di 75 anni: è sepolto al cimitero Desert Memorial Park nella Contea di Riverside, in California.

## Vita privata
Si sposò tre volte: dal primo matrimonio, con Johanna Mendel, figlia di un facoltoso imprenditore canadese, nacquero quattro figli (Robert Cameron Mitchell, 1941; Camille, attrice anch'essa, così come il fratello Cameron Mitchell Jr., attivo a teatro; il quarto figlio, Fred – morto nel 1998 – è stato presidente della grande ditta Mitchell's Gourmet Foods di proprietà della famiglia).
Il matrimonio terminò col divorzio nel 1960. Dal secondo matrimonio (1973-1976), con Lissa Mitchell, nacquero Jake, Jono e Kate; una terza volta si sposò con Margaret Mozingo (dal 1973 al 1976).

## Filmografia parziale

### Cinema
- Al caporale piacciono le bionde (What Next, Corporal Hargrove?), regia di Richard Thorpe (1945)
- I sacrificati (They Were Expendable), regia di John Ford (1945)
- Una lettera per Eva (A Letter for Evie), regia di Jules Dassin (1946) - non accreditato
- L'isola sulla montagna (High Barbaree), regia di Jack Conway (1947)
- L'invincibile McGurk (The Mighty McGurk), regia di John Waters (1947)
- Il giudice Timberlane (Cass Timberlane), regia di George Sidney (1947)
- Suprema decisione (Command Decision), regia di Sam Wood (1948)
- La lunga attesa (Homecoming), regia di Mervyn LeRoy (1948)
- Morte di un commesso viaggiatore (Death of a Salesman), regia di László Benedek (1951)
- Volo su Marte (Flight to Mars), regia di Lesley Selander (1951)
- Il cavaliere del deserto (Man in the Saddle), regia di André De Toth (1951)
- Sposa di guerra giapponese (Japanese War Bride), regia di King Vidor (1952)
- Okinawa, regia di Leigh Jason (1952)
- I banditi di Poker Flat (The Outcasts of Poker Flat), regia di Joseph M. Newman (1952)
- Difendete la città (The Sellout), regia di Gerald Mayer (1952)
- I miserabili (Les Miserables), regia di Lewis Milestone (1952)
- L'ultima freccia (Pony Soldier), regia di Joseph M. Newman (1952)
- Salto mortale (Man on a Tightrope), regia di Elia Kazan (1953)
- Sangue sul fiume (Powder River), regia di Louis King (1953)
- La tunica (The Robe), regia di Henry Koster (1953) - solo voce
- Come sposare un milionario (How to Marry a Millionaire), regia di Jean Negulesco (1953)
- Operazione mistero (Hell and High Water), regia di Samuel Fuller (1954)
- Gorilla in fuga (Gorilla at Large), regia di Harmon Jones (1954)
- Désirée, regia di Henry Koster (1954)
- Il prigioniero della miniera (Garden of Evil), regia di Henry Hathaway (1954)
- La straniera (Strange Lady in Town), regia di Mervyn LeRoy (1955)
- Gli implacabili (The Tall Men), regia di Raoul Walsh (1955)
- Amami o lasciami (Love Me or Leave Me), regia di Charles Vidor (1955)
- La casa di bambù (House of Bamboo), regia di Samuel Fuller (1955)
- Il treno del ritorno (The View from Pompey's Head), regia di Philip Dunne (1955)
- Carousel, regia di Henry King (1956)
- Web il coraggioso (Tension at Table Rock), regia di Charles Marquis Warren (1956)
- I pionieri del Wisconsin (All Mine to Give), regia di Allen Reisner (1957)
- Quando la bestia urla (Monkey on My Back), regia di André De Toth (1957)
- Due gentiluomini attraverso il Giappone (Escapade in Japan), regia di Arthur Lubin (1957)
- Un urlo nella notte (No Down Payment), regia di Martin Ritt (1957)
- Il mostro è dietro l'angolo (Face of Fire), regia di Albert Band (1959)
- 12 uomini da uccidere (Inside the Mafia), regia di Edward L. Cahn (1959)
- Agente federale (Pier 5, Havana), regia di Edward L. Cahn (1959)
- Tre vengono per uccidere (Three Came to Kill), regia di Edward L. Cahn (1960)
- L'ultimo dei Vikinghi, regia di Giacomo Gentilomo (1961)
- Le canaglie di Londra (The Unstoppable Man), regia di Terry Bishop (1961)
- Gli invasori, regia di Mario Bava (1961)
- I normanni, regia di Giuseppe Vari (1962)
- Giulio Cesare, il conquistatore delle Gallie, regia di Amerigo Anton (Tanio Boccia) (1963)
- Il duca nero, regia di Pino Mercanti (1963)
- La morte vestita di dollari (Einer Frisst den anderen), regia di Ray Nazarro, Gustav Gavrin (1964)
- Sei donne per l'assassino, regia di Mario Bava (1964)
- Jim il primo, regia di Sergio Bergonzelli (1964)
- Minnesota Clay, regia di Sergio Corbucci (1965)
- Le colline blu (Ride in the Whirlwind), regia di Monte Hellman (1966)
- All'ombra delle aquile, regia di Ferdinando Baldi (1966)
- I coltelli del vendicatore, regia di Mario Bava (1966)
- Il massacro della foresta nera, regia di Ferdinando Baldi (1967)
- Hombre, regia di Martin Ritt (1967)
- The Other Side of the Wind, regia di Orson Welles - film incompleto e non ancora distribuito
- Non predicare... spara! (Buck and the Preacher), regia di Sidney Poitier (1972)
- Tracce di veleno in una coppa di champagne (Medusa), regia di Gordon Hessler (1973)
- L'uomo di mezzanotte (The Midnight Man), regia di Roland Kibbee e Burt Lancaster (1974)
- L'uomo del Klan (Klansman), regia di Terence Young (1974)
- Le strabilianti avventure di Superasso (Viva Knievel!), regia di Gordon Douglas (1977)
- Swarm (The Swarm), regia di Irwin Allen (1978)
- Lo squartatore di Los Angeles (The Toolbox Murders), regia di Dennis Donnelly (1978)
- Supersonic Man, regia di Juan Piquer Simon (1979)
- Horror - Caccia ai terrestri (Without Warning), regia di Greydon Clark (1980)
- Cataclysm, regia di Phillip Marshak, Tom McGowan e Gregg G. Tallas (1980)
- The Demon's Nightmare – Il ritorno (The Demon), regia di Percival Rubens (1981)
- L'isola del dottor Frankenstein (Frankenstein Island), regia di Jerry Warren (1981)
- Extrasensorial (Blood Link), regia di Alberto De Martino (1982)
- Forza bruta (Raw Force), regia di Edward D. Murphy (1982)
- La tomba (The Tomb), regia di Fred Olen Ray (1986)
- Il villaggio delle streghe (The Offspring - From a Whisper to a Scream), regia di Jeff Burr (1986)
- Jack-O - La lanterna del terrore (Jack-O), regia di Steve Latshaw (1995)

### Televisione
- The 20th Century-Fox Hour – serie TV, episodi 1x03-1x07 (1955)
- Climax! – serie TV, episodio 2x16-3x35 (1956-1957)
- Pursuit – serie TV, episodio 1x09 (1958)
- David Niven Show (The David Niven Show) – serie TV, episodio 1x01 (1959)
- Westinghouse Desilu Playhouse – serie TV, episodio 2x11 (1960)
- Goodyear Theatre – serie TV, episodio 3x08 (1960)
- Bonanza – serie TV, episodio 1x18 (1960)
- Ai confini dell'Arizona (The High Chaparral) – serie TV, 97 episodi (1967-1971)
- Mistero in galleria (Night Gallery) – serie TV, 2 episodi (1972)
- Cannon – serie TV, 1 episodio (1975)
- Swiss Family Robinson – serie TV, 20 episodi (1975-1976)
- Alla conquista del West (The Family Macahans – How the West Was Won) – serie TV, episodio 1x02 (1978)
- Fantasilandia (Fantasy Island) – serie TV, 4 episodi (1978-1981)
- Charlie's Angels – serie TV, episodio 4x04 (1979)
- L'incredibile Hulk (The Incredible Hulk) – serie TV, episodio 4x08 (1981)
- Magnum, P.I. – serie TV, 1 episodio (1981)
- Hardcastle & McCormick (Hardcastle and McCormick) – serie TV, episodi 1x19 e 1x20 (1984)
- Supercar (Knight Rider) – serie TV, 1 episodio (1984)
- La signora in giallo (Murder, She Wrote) – serie TV, episodio 1x12 (1985)
- Matlock – serie TV, episodio 2x08 (1987)

## Doppiatori italiani
- Pino Locchi in Come sposare un milionario, Désirée, La casa di bambù, Il prigioniero della miniera, Amami o lasciami, Gorilla in fuga, I miserabili, Operazione mistero, Salto mortale, Sangue sul fiume, Il treno del ritorno, Tre vengono per uccidere, Un urlo nella notte, Gli implacabili, Sei donne per l'assassino, Web il coraggioso
- Gualtiero De Angelis in Morte di un commesso viaggiatore, La tunica, I banditi di Poker Flat, Carousel, L'ultima freccia
- Giuseppe Rinaldi in La straniera, I normanni
- Emilio Cigoli in Giulio Cesare - Il conquistatore delle Gallie, Minnesota Clay
- Nando Gazzolo in Il duca nero, Gli invasori
- Giorgio Piazza in Il massacro della foresta nera, All'ombra delle aquile
- Adolfo Geri in L'isola sulla montagna
- Manlio Busoni in Il cavaliere del deserto
- Gianfranco Bellini in Difendete la città
- Rolf Tasna in I coltelli del vendicatore
- Luigi Vannucchi in Hombre
- Riccardo Cucciolla in Jim il primo
- Oreste Lionello in Non predicare... spara!
- Oreste Rizzini in Volo su Marte (ridoppiaggio)